# العلاقات الغيانية اللوكسمبورغية
العلاقات الغيانية اللوكسمبورغية هي العلاقات الثنائية التي تجمع بين غيانا ولوكسمبورغ.

## مقارنة بين البلدين
هذه مقارنة عامة ومرجعية للدولتين:
| وجه المقارنة                                              | غيانا        | لوكسمبورغ                                                     |
| --------------------------------------------------------- | ------------ | ------------------------------------------------------------- |
| المساحة (كم2)                                             | 214.97 ألف   | 2.59 ألف                                                      |
| عدد السكان (نسمة)                                         | 777.86 ألف   | 599.45 ألف                                                    |
| الكثافة السكانية (ن./كم²)                                 | 3.62         | 231.45                                                        |
| العاصمة                                                   | جورج تاون    | لوكسمبورغ                                                     |
| اللغة الرسمية                                             | لغة إنجليزية | اللغة اللوكسمبورغية، لغة فرنسية، اللغة الألمانية              |
| العملة                                                    | دولار غياني  | يورو، فرنك لوكسمبورغ                                          |
| الناتج المحلي الإجمالي (بليون دولار)                      | 3.68 مليار   | 62.40 مليار                                                   |
| الناتج المحلي الإجمالي (تعادل القوة الشرائية) بليون دولار | 5.77 مليار   | 58.13 مليار                                                   |
| الناتج المحلي الإجمالي الاسمي للفرد دولار أمريكي          | 4.13 ألف     | 101.45 ألف                                                    |
| الناتج المحلي الإجمالي للفرد دولار أمريكي                 |              | 101.93 ألف                                                    |
| مؤشر التنمية البشرية                                      |              | 0.892                                                         |
| رمز المكالمات الدولي                                      | +592         | +352                                                          |
| رمز الإنترنت                                              | .gy          | .lu                                                           |
| المنطقة الزمنية                                           | 00           | توقيت وسط أوروبا، ت ع م+01:00، ت ع م+02:00، أوروبا/لوكسمبورج ‏ |

## منظمات دولية مشتركة
يشترك البلدان في عضوية مجموعة من المنظمات الدولية، منها:
| علم المنظمة | اسم المنظمة                               | تاريخ انضمام غيانا | تاريخ انضمام لوكسمبورغ |
| ----------- | ----------------------------------------- | ------------------ | ---------------------- |
|             | مؤسسة التنمية الدولية                     | 4 يناير 1967       | 4 يونيو 1964           |
|             | يونسكو                                    | 21 مارس 1967       | 27 أكتوبر 1947         |
|             | وكالة ضمان الاستثمار متعدد الأطراف        | 18 يناير 1989      | 29 أغسطس 1991          |
|             | الأمم المتحدة                             | 20 سبتمبر 1966     | 24 أكتوبر 1945         |
|             | الاتحاد البريدي العالمي                   | ?                  | ?                      |
|             | البنك الدولي للإنشاء والتعمير             | 26 سبتمبر 1966     | 27 ديسمبر 1945         |
|             | الاتحاد الدولي للاتصالات                  | 8 مارس 1967        | 2 مارس 1866            |
|             | منظمة حظر الأسلحة الكيميائية              | ?                  | ?                      |
|             | مؤسسة التمويل الدولية                     | 4 يناير 1967       | 4 أكتوبر 1956          |
|             | المركز الدولي لتسوية المنازعات الاستشارية | 10 أغسطس 1969      | 29 أغسطس 1970          |
|             | منظمة التجارة العالمية                    | ?                  | ?                      |
|             | منظمة الشرطة الجنائية الدولية             | ?                  | ?                      |

## وصلات خارجية
- موقع وزارة الخارجية الغيانية
- موقع وزارة الخارجية اللوكسمبورغية